# Bradycellus
Bradycellus är ett släkte av skalbaggar som beskrevs av Wilhelm Ferdinand Erichson 1837. Bradycellus ingår i familjen jordlöpare.

## Bildgalleri

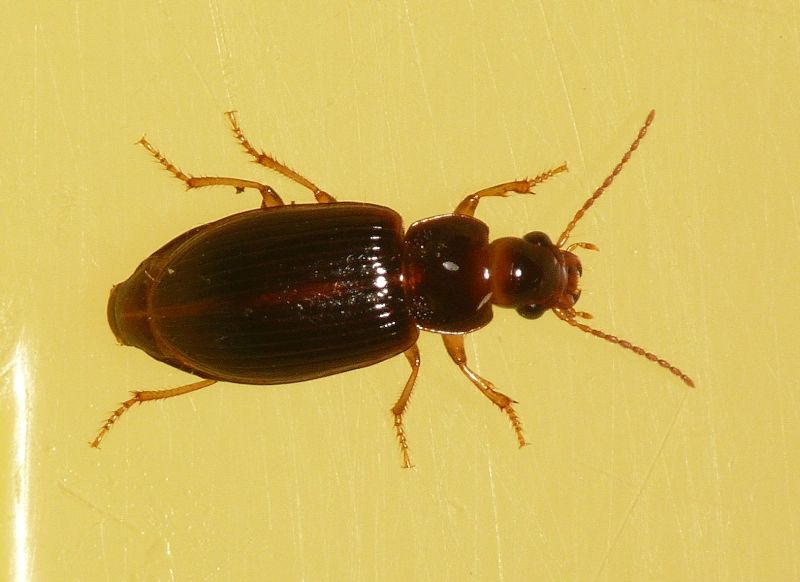
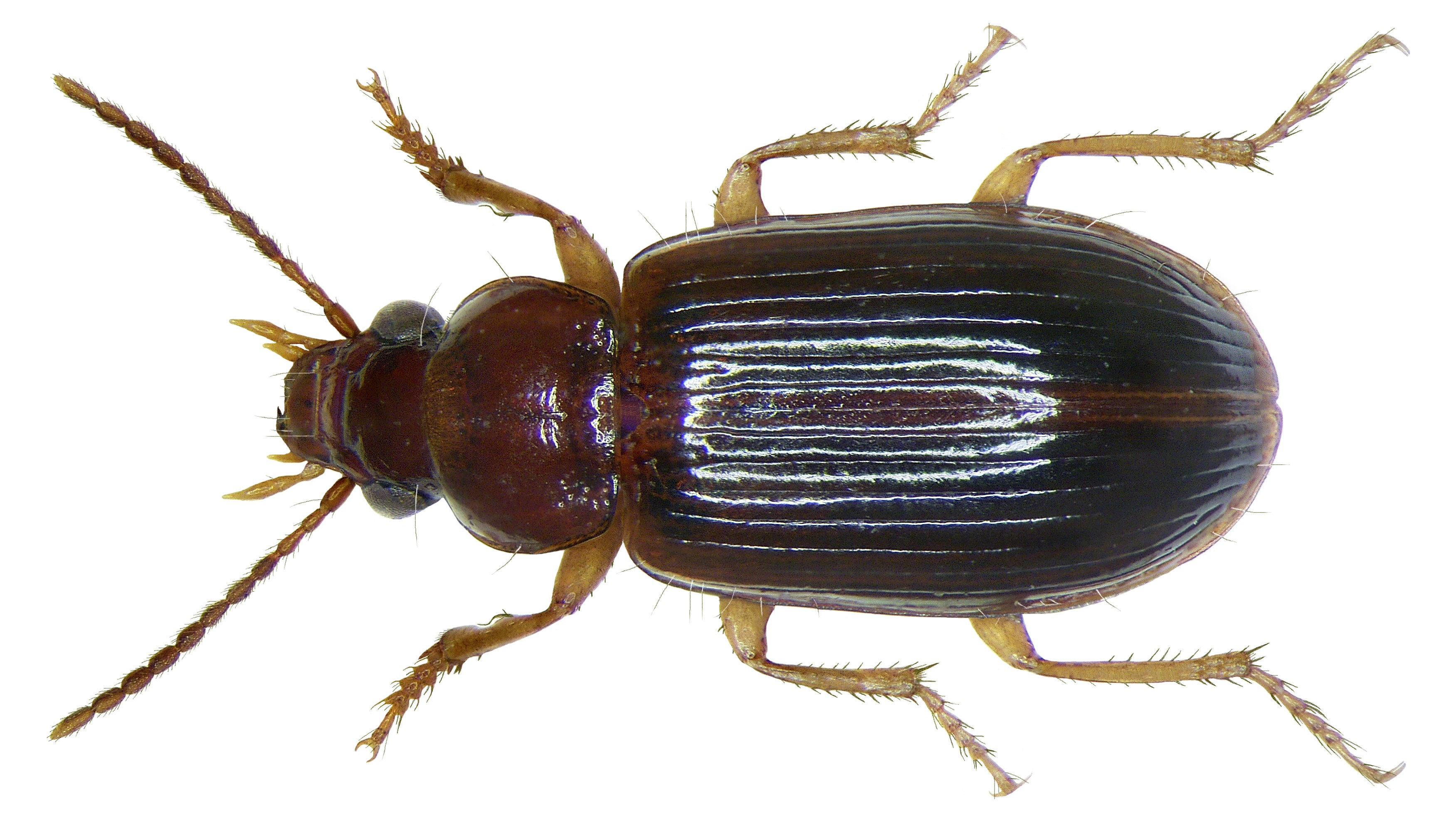
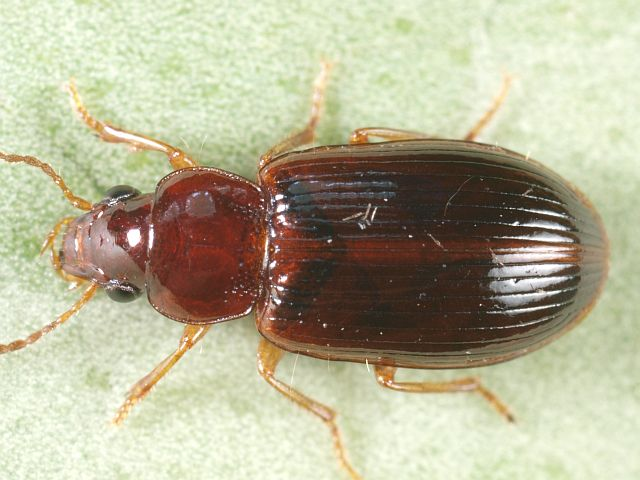
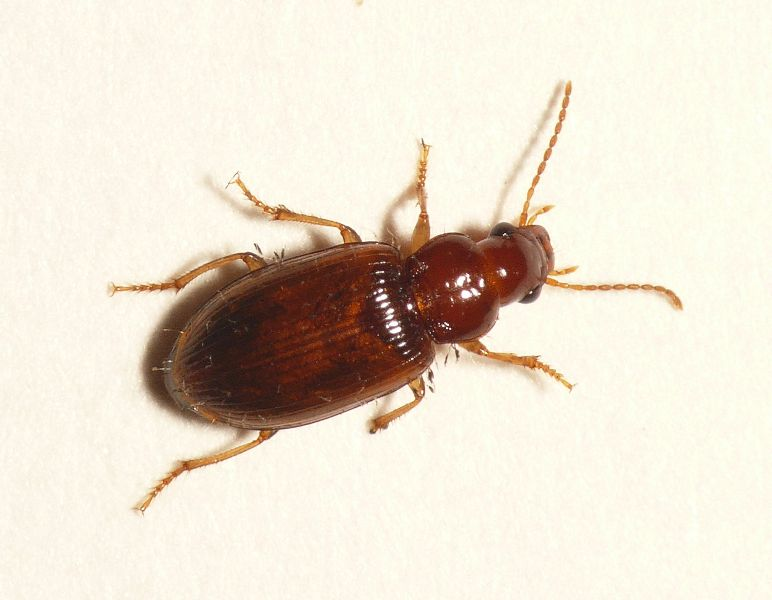

## Dottertaxa tillBradycellus, i alfabetisk ordning[1][2]
- Bradycellus ardelio
- Bradycellus aridus
- Bradycellus atrimedeus
- Bradycellus badipennis
- Bradycellus californicus
- Bradycellus carolinensis
- Bradycellus caucasicus
- Bradycellus conformis
- Bradycellus congener
- Bradycellus csikii
- Bradycellus decorus
- Bradycellus discipulus
- Bradycellus exstans
- Bradycellus fenderi
- Bradycellus festinans
- Bradycellus frosti
- Bradycellus fusicornis
- Bradycellus georgei
- Bradycellus harpalinus
- Bradycellus humboldtianus
- Bradycellus insulus
- Bradycellus intermedius
- Bradycellus kirbyi
- Bradycellus larvatus
- Bradycellus laticollis
- Bradycellus lecontei
- Bradycellus lineatus
- Bradycellus longipennis
- Bradycellus lugubris
- Bradycellus lustrellus
- Bradycellus montanus
- Bradycellus nebulosus
- Bradycellus neglectus
- Bradycellus nigerrimus
- Bradycellus nigriceps
- Bradycellus nigrinus
- Bradycellus nitidus
- Bradycellus nubifer
- Bradycellus obtusus
- Bradycellus picipes
- Bradycellus politus
- Bradycellus provoensis
- Bradycellus puncticollis
- Bradycellus purgatus
- Bradycellus rivalis
- Bradycellus ruficollis
- Bradycellus rupestris
- Bradycellus sejunctus
- Bradycellus semipubescens
- Bradycellus suavis
- Bradycellus subcordatus
- Bradycellus supplex
- Bradycellus suturalis
- Bradycellus symmetricus
- Bradycellus tahoensis
- Bradycellus tantillus
- Bradycellus velatus
- Bradycellus verbasci
- Bradycellus veronianus